# پناهنده زاتوایچی
پناهنده زاتوایچی (به ژاپنی: 座頭市兇状旅 or 'Kyōjō tabi') فیلمی است که در سال ۱۹۶۳ منتشر شد. از بازیگران آن می‌توان به شینتارو کاتسو اشاره کرد.